# Émile Wauthy
Émile Wauthy est un homme politique belge, né le 21 mars 1927 et décédé le 5 juillet 1999.
Après des études en sciences commerciales et financières à l'Université catholique de Louvain, il entame une carrière d'enseignant. En 1958, il est conseiller communal à Anseremme. En 1973, il devient bourgmestre de la ville de Dinant et, en 1974, conseiller provincial namurois.
Il est membre de la Chambre des représentants de Belgique à partir de 1978, où il dirige le groupe PSC (Parti social-chrétien, actuel cdH). Il y siègera jusqu'en 1987, année où il devient gouverneur de la province de Namur, fonction qu'il occupe jusqu'en 1994.